# Steinkreuz am Kirchbühl

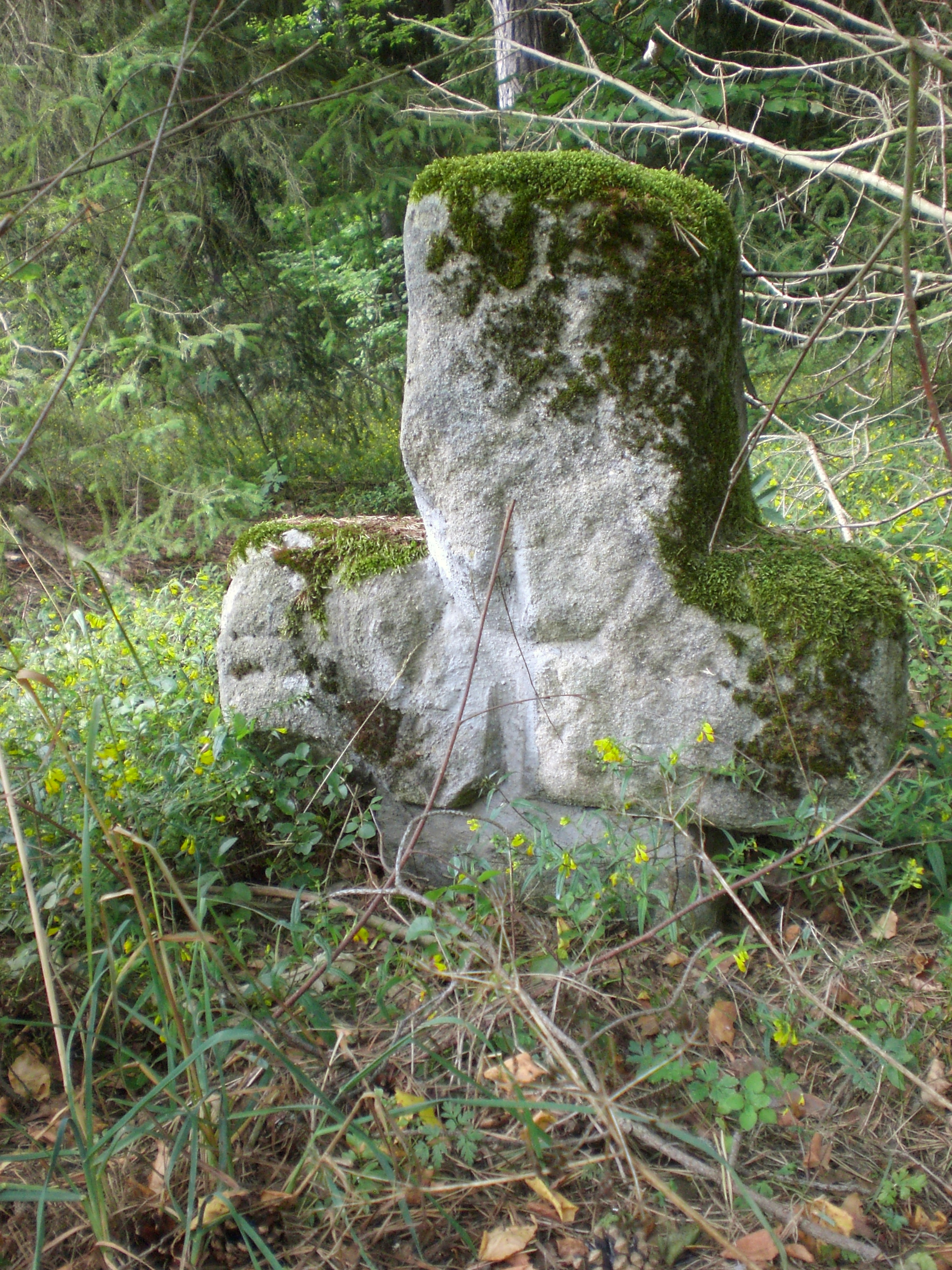
Steinkreuz am Kirchbühl

Das Steinkreuz am Kirchbühl ist ein historisches Steinkreuz im gemeindefreien Gebiet Feuchter Forst im mittelfränkischen Landkreis Nürnberger Land in Bayern.

## Lage
Das Steinkreuz befindet sich etwa 1,5 Kilometer südöstlich des Marktes Feucht und 1,5 Kilometer nördlich von Schwarzenbruck. Es steht nahe einer Hochspannungstrasse südlich der Bundesstraße 8 an einer Forststraße nach Gsteinach.

## Beschreibung

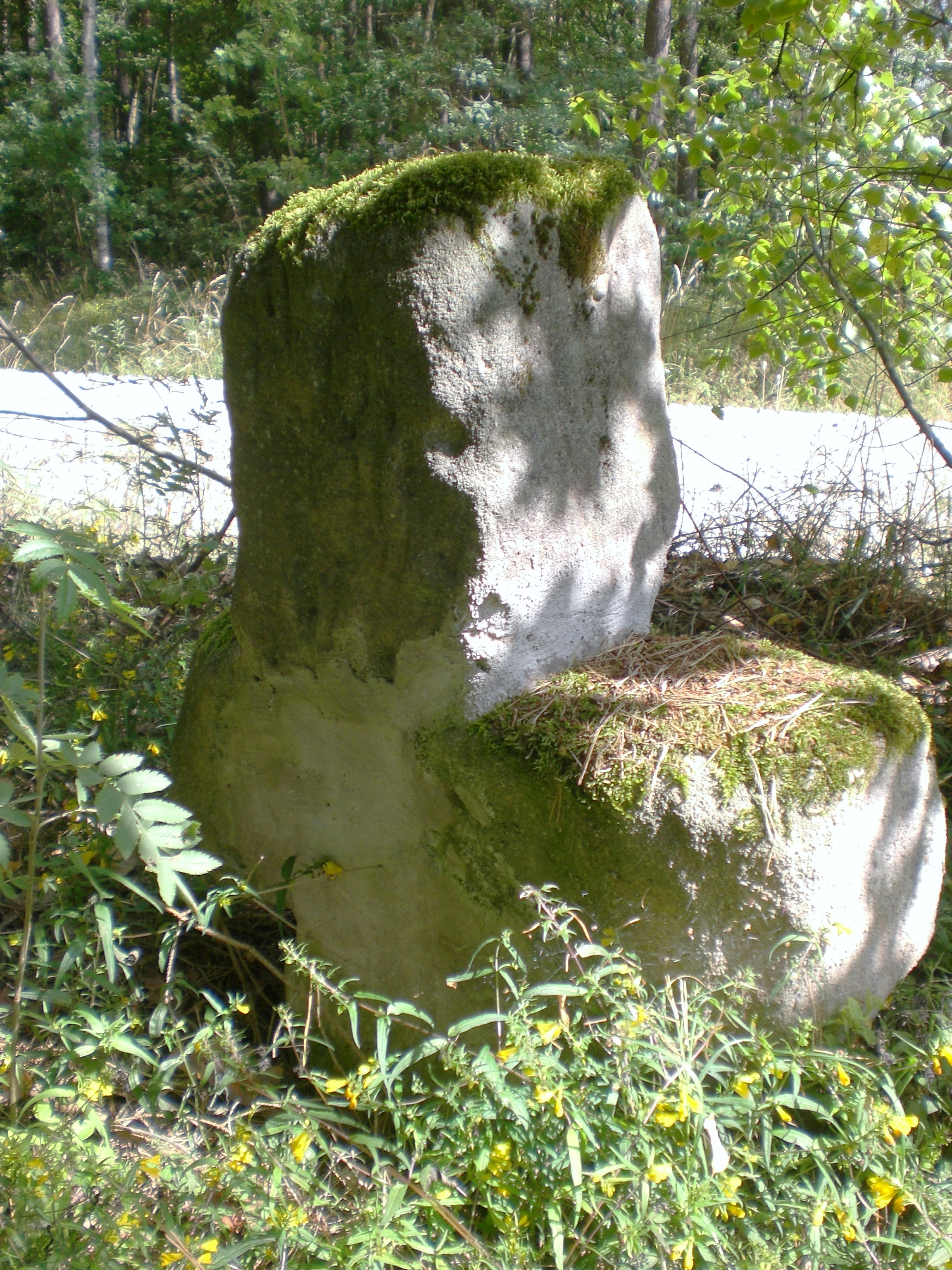
Rückseite

Das lateinische Sühnekreuz ist aus Sandstein und etwa 100 cm hoch, 65 cm breit und 25 cm tief. Auf der Vorderseite ist ein kleines Kreuz eingeritzt, welches aus der Zeit der Errichtung stammen könnte. Das Kreuz ist verwittert, bemoost und eingesunken. Im Kreuzungsbereich befinden sich mehrere reparierte Bruchstellen. Im Herbst 2017 wurde das Kreuz von Unbekannten umgeworfen aber konnte ohne Beschädigungen wieder aufgerichtet werden.
Die Verwaltung der Bayerischen Staatsforsten hat 2017 vor Ort eine Informationstafel aufgestellt.

## Geschichte und Sage

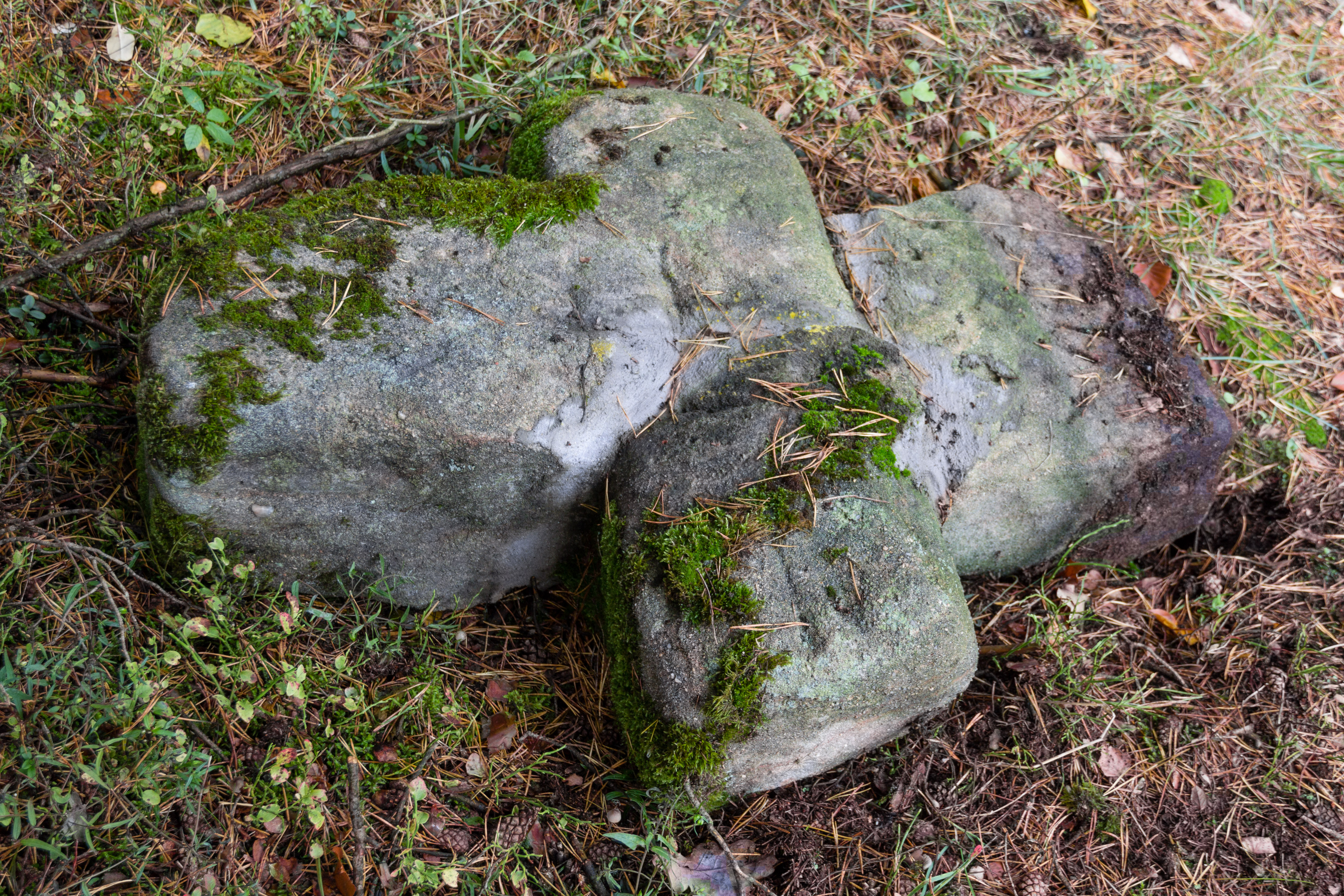
Vandalismus im Oktober 2017

Im sogenannten „Kirchbühl“ stand die abgegangene Nikolauskapelle. Sie wurde bereits 1480 erwähnt und 1880 waren noch Reste der Kapelle sichtbar. Noch im 17. Jahrhundert war es üblich, an die Stelle einer abgegangenen Kirche ein Kreuz zu setzen. Dieser Brauch war nur in katholischen Gegenden üblich und deshalb ist ein Zusammenhang mit der Kapelle fraglich. Seit 1912 lag das Kreuz zertrümmert am Boden und wurde 1935 durch die Deutsche Steinkreuzforschung wieder aufgerichtet. Der Sage nach begleitete des Nachts ein feuriger Pudel den Wanderer vom  Feuchter Steinkreuz Regensburger Straße bis hierher und kehrte unter lautem Gebell wieder um.